# Cattedrale di Oulu
La cattedrale di Oulu (in finlandese: Oulun tuomiokirkko) è la cattedrale luterana evangelica di Oulu, in Finlandia, ed è sede della diocesi di Oulu.

## Storia
La chiesa fu costruita nel 1777 come tributo al re Gustavo III di Svezia e fu dedicata alla consorte Sofia Maddalena di Danimarca.
La struttura di legno della cattedrale bruciò durante il grande incendio della città di Oulu nel 1822. La chiesa è stata ricostruita e progettata dal famoso architetto Johann Carl Ludwig Engel. I lavori di restauro sono stati completati nel 1832, mentre il campanile è stato costruito nel 1845.

## Galleria d'immagini

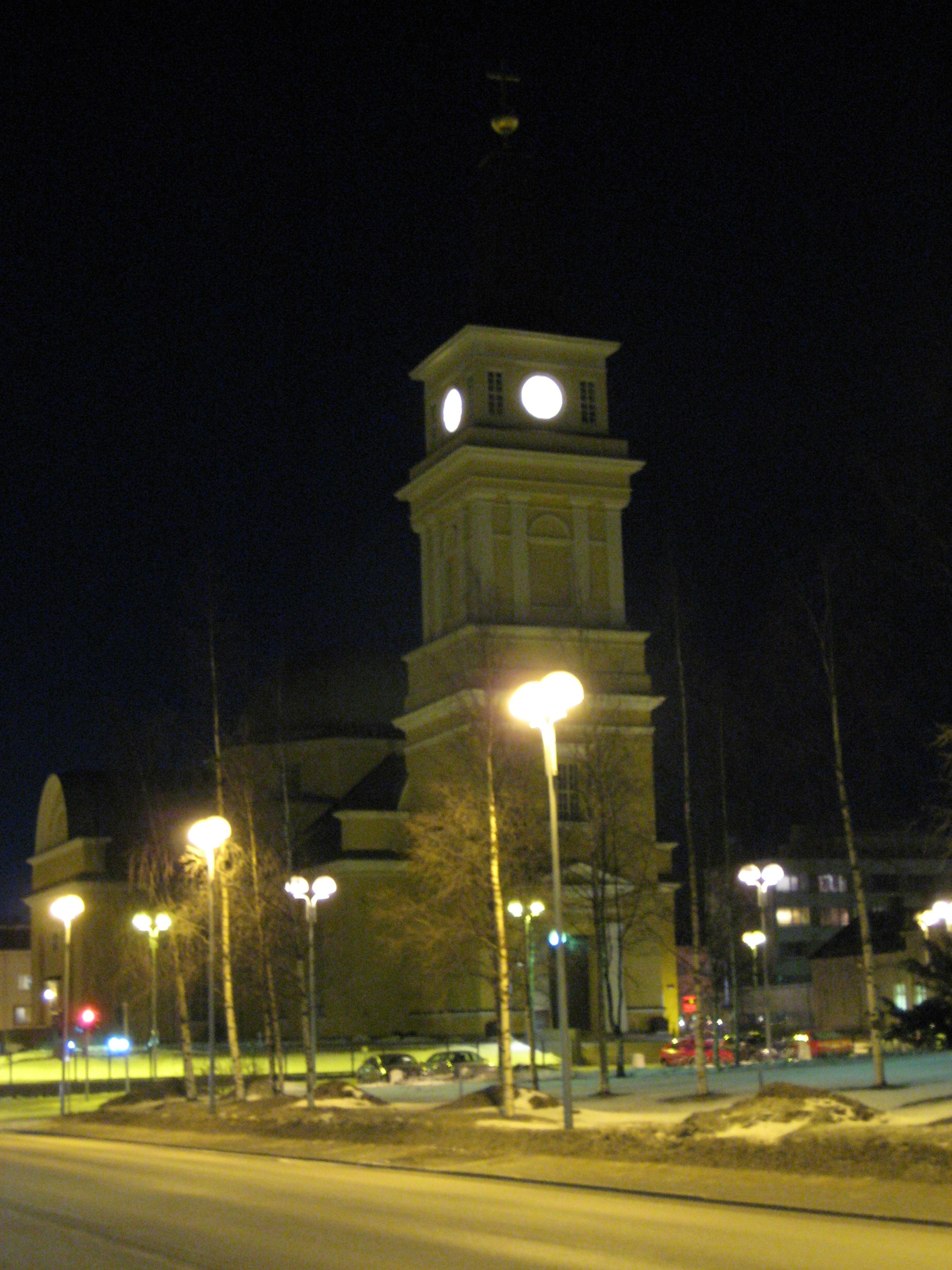
Cattedrale di notte
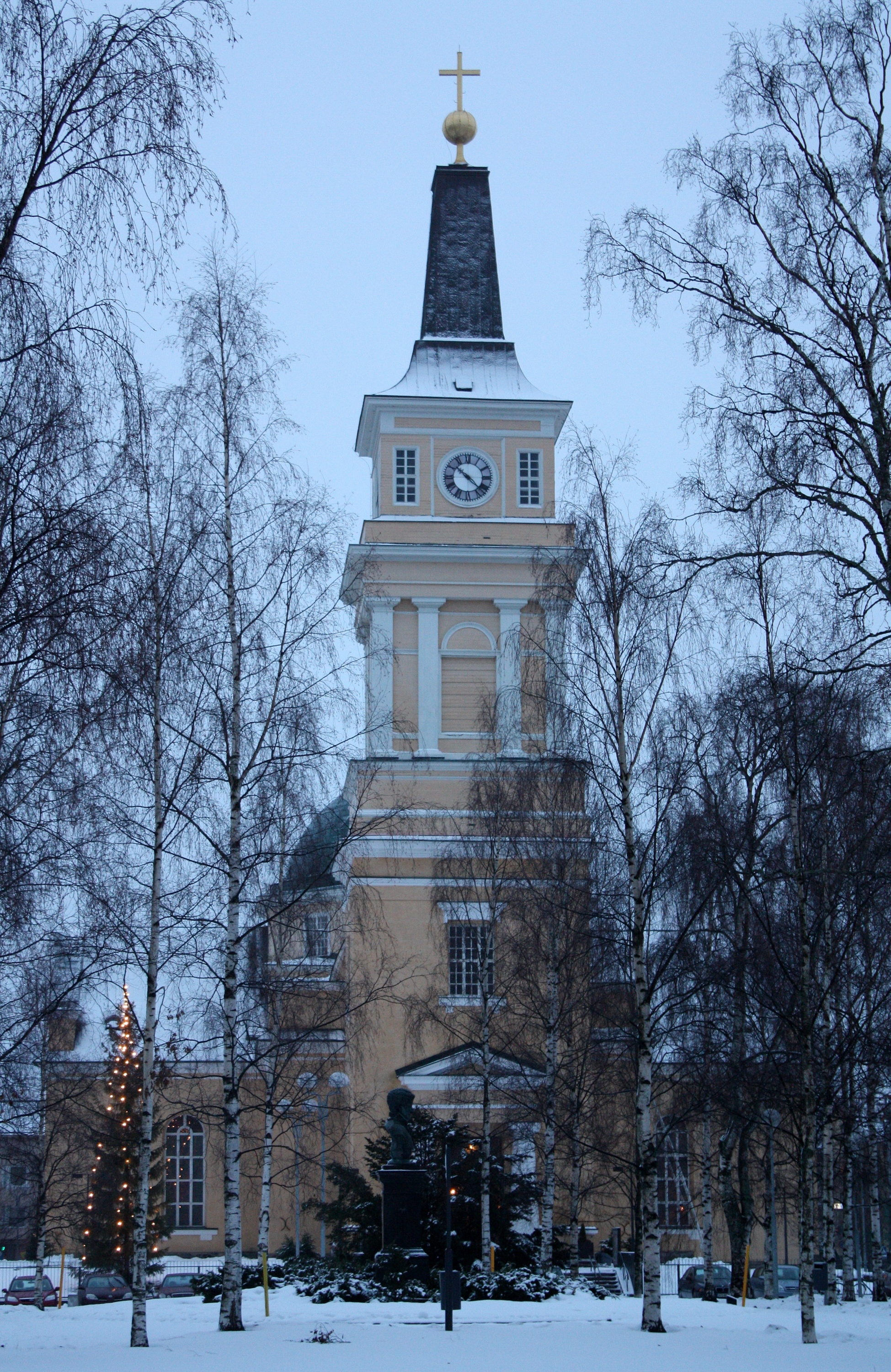
Campanile
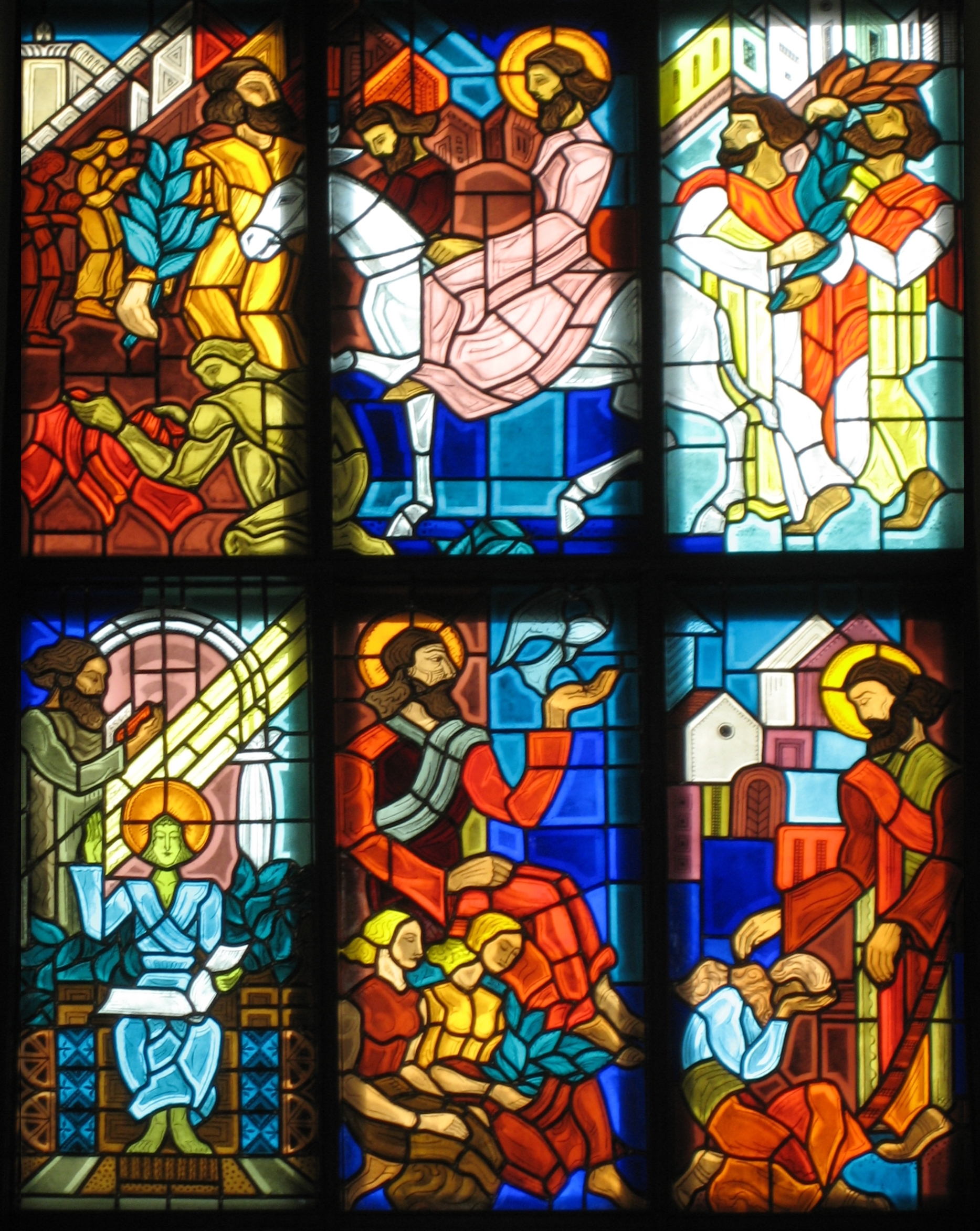
Vetrate
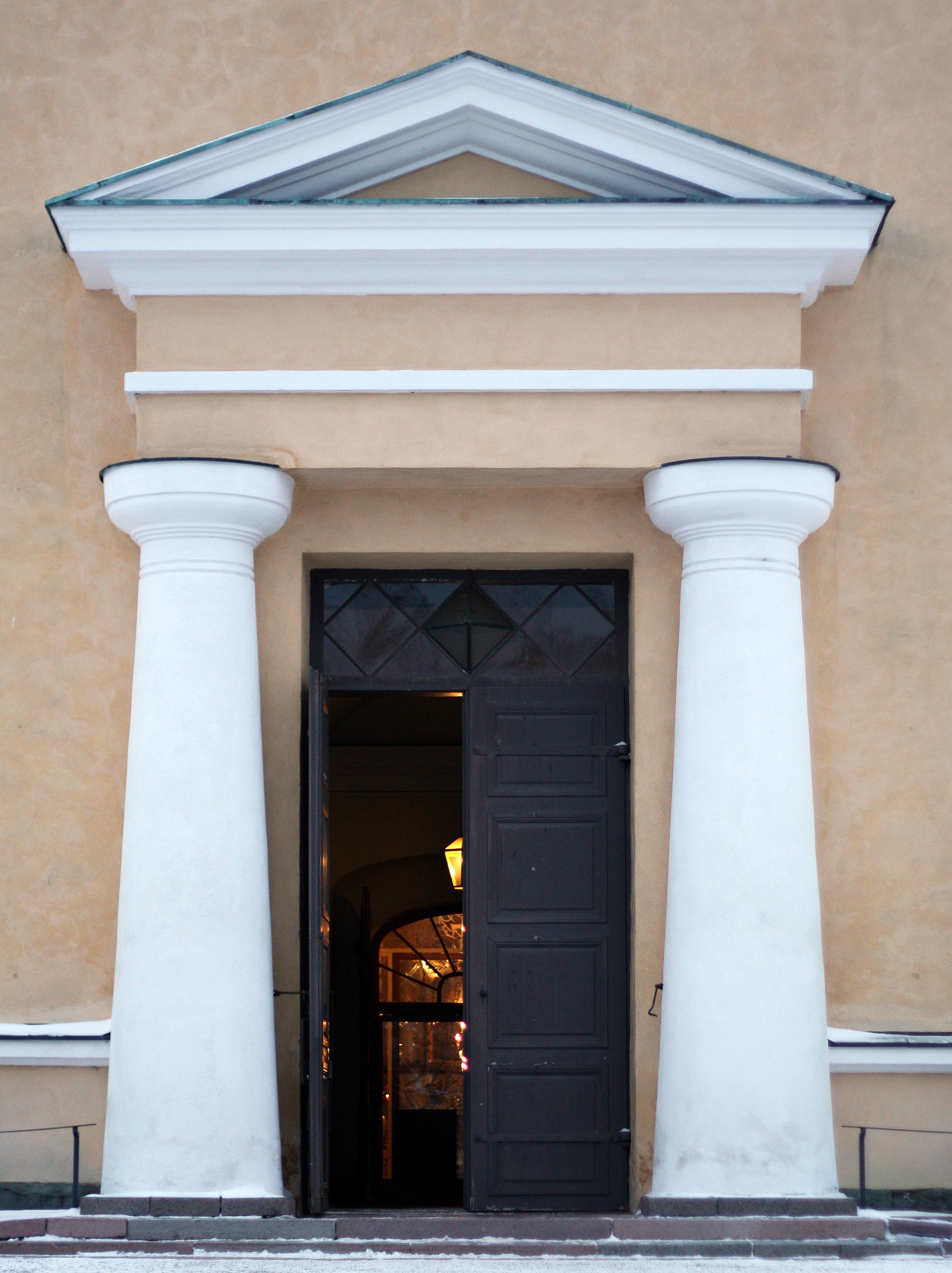
Entrata del duomo
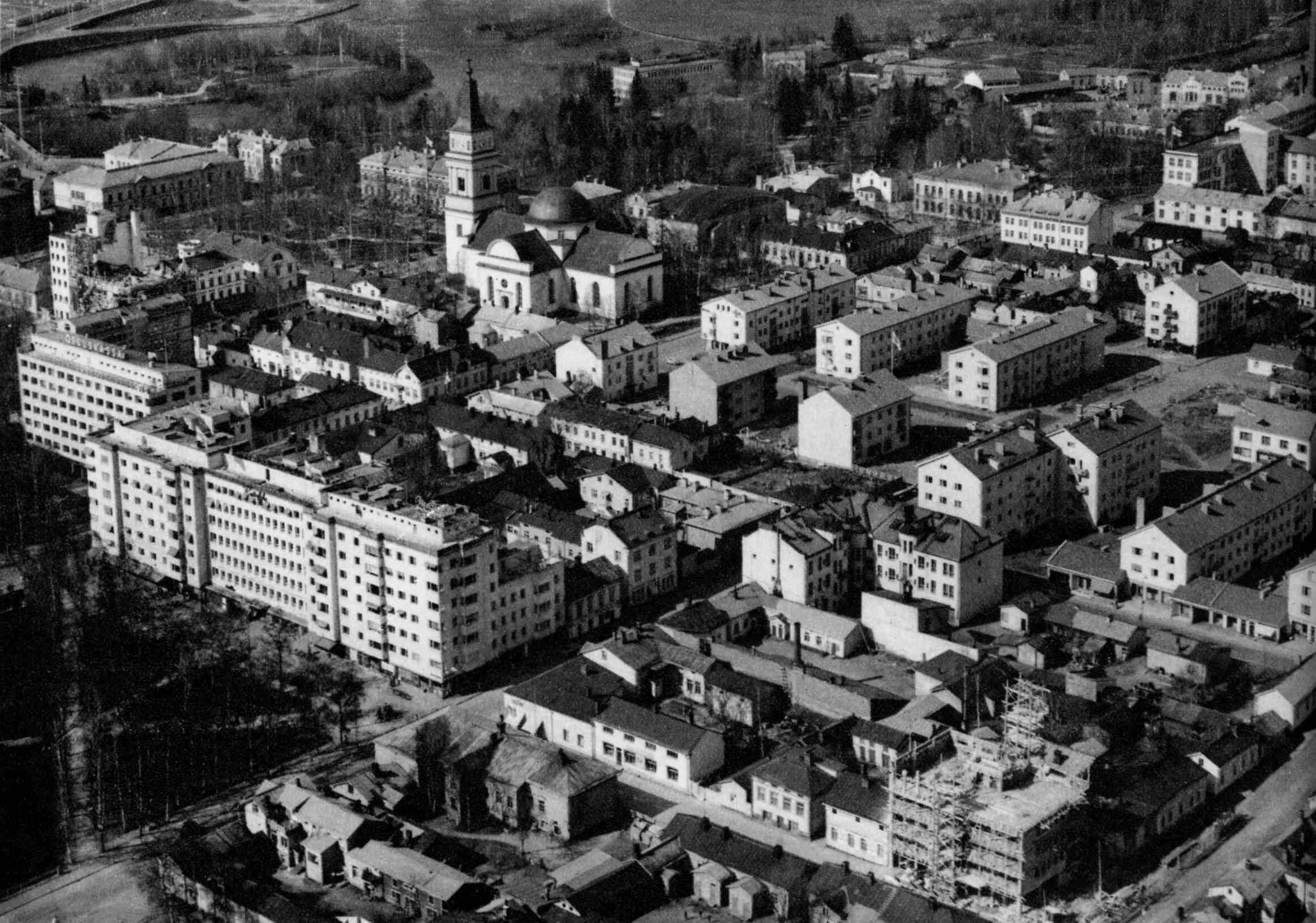
La cattedrale in una foto del 1955